# Lista de Estados soberanos na década de 2000
Esta é uma lista de estados soberanos na década de 2000, dando uma perspetiva dos estados do mundo durante o período compreendido entre 1 de janeiro de 2000 e 31 de dezembro de 2009. Contém 208 entradas, ordenadas alfabeticamente, com informações adicionais relativas ao estatuto e reconhecimento diplomático da respetiva soberania. Inclui 194 países sobejamente reconhecidos e 14 entidades de facto soberanas mas com reconhecimento limitado.

## Estados soberanos
| Nome e cidade capital | Informação sobre estatuto e reconhecimento da soberania |
| --- | --- |
| | |
| A | |
| | |
| Abecásia – República da Abecásia Capital: Sucumi | Estado de facto independente parcialmente reconhecido. Reivindicada pela Geórgia como a República Autónoma da Abecásia. |
| | |
| → Afeganistão Capital: Taloqan (até 6 set 2000), Feyzabad (de 6 set 2000 a 13 nov 2001), Cabul (a partir de 13 nov 2001) - Estado Islâmico do Afeganistão (até 13 jun 2002) - Estado Islâmico Transitório do Afeganistão (de 13 jun 2002 a 26 jan 2004) - República Islâmica do Afeganistão (a partir de 26 jan 2004) | Estado-membro da ONU amplamente reconhecido. Reivindicava ser o único governo legítimo do Afeganistão apenas controlando uma pequena porção do país até 13 nov 2001. |
| | |
| Afeganistão, Emirado Islâmico do (até 7 dez 2001) Capital: Cabul (até 13 nov 2001), Candaar (a partir de 13 nov 2001) | Estado de facto independente parcialmente reconhecido. Reivindicava ser o único governo legítimo do Afeganistão controlando apenas uma pequena porção do país a partir de 13 nov 2001. |
| | |
| África do Sul – República da África do Sul Capital: Pretória (administrativa), Cidade do Cabo (legislativa), Bloemfontein (judicial) | Estado-membro da ONU amplamente reconhecido. |
| | |
| Albânia – República da Albânia Capital: Tirana | Estado-membro da ONU amplamente reconhecido. |
| | |
| Alemanha – República Federal da Alemanha Capital: Berlim | Estado-membro da ONU amplamente reconhecido. Membro da União Europeia. A Alemanha era uma federação de dezasseis estados. |
| | |
| Alto Carabaque – República do Alto Carabaque Capital: Estepanaquerte | Estado de facto independente. Não reconhecido por qualquer outro estado. Reivindicado pelo Azerbaijão. |
| | |
| Andorra – Principado de Andorra Capital: Andorra-a-Velha | Estado-membro da ONU amplamente reconhecido. O Presidente de França e o Bispo de Urgel eram co-príncipes de Andorra ex officio. A defesa de Andorra era da responsabilidade de França e Espanha. |
| | |
| Angola – República de Angola Capital: Luanda | Estado-membro da ONU amplamente reconhecido. |
| | |
| Anjouan – Estado de Anjouan (até 10 mar 2002) Capital: Mutsamudu | Estado de facto independente. Não reconhecido por nenhum outro país. Reivindicado pelas Comores. |
| | |
| Antiga e Barbuda Capital: São João | Estado-membro da ONU amplamente reconhecido. Reino da Comunidade das Nações (Commonwealth). Antiga e Barbuda tinha duas dependências, Barbuda e Redonda. |
| | |
| Arábia Saudita – Reino da Arábia Saudita Capital: Riade | Estado-membro da ONU amplamente reconhecido. |
| | |
| Argélia – República Democrática e Popular da Argélia Capital: Argel | Estado-membro da ONU amplamente reconhecido. |
| | |
| Argentina – República Argentina Capital: Buenos Aires | Estado-membro da ONU amplamente reconhecido. A Argentina era uma federação de 23 províncias e uma cidade autónoma. Reivindicava a a Antártida Argentina, reivindicação suspensa pelo Tratado da Antártida. Também reivindicada as Ilhas Malvinas e as Ilhas Geórgia do Sul e Sanduíche do Sul, ambos territórios ultramarinos britânicos. |
| | |
| Arménia – República da Arménia Capital: Erevã | Estado-membro da ONU amplamente reconhecido. |
| | |
| Austrália – Comunidade da Austrália Capital: Camberra | Estado-membro da ONU amplamente reconhecido. Reino da Comunidade das Nações (Commonwealth). A Austrália era uma federação de seis estados e três territórios. Tinha soberania sobre os seguintes território externos: - Ilhas Ashmore e Cartier - Território Antártico Australiano (suspenso pelo Tratado da Antártida.) - Ilha do Natal - Ilhas Cocos (Keeling) - Ilhas do Mar de Coral - Ilha Heard e Ilhas McDonald - Ilha Norfolk |
| | |
| Áustria – República da Áustria Capital: Viena | Estado-membro da ONU amplamente reconhecido. Membro da União Europeia. A Áustria era uma federação de nove estados. |
| | |
| Azerbaijão – República do Azerbaijão Capital: Bacu | Estado-membro da ONU amplamente reconhecido. O Azerbaijão tinha uma república autónoma, Naquichevão. Incluía a região disputada do Alto Carabaque, onde uma república secessionista parcialmente reconhecida declarara independência. |
| | |
| B | |
| | |
| Baamas – Comunidade das Baamas Capital: Nassau | Estado-membro da ONU amplamente reconhecido. Reino da Comunidade das Nações (Commonwealth). |
| | |
| Bangladexe – República Popular do Bangladexe Capital: Daca | Estado-membro da ONU amplamente reconhecido. |
| | |
| Barbados Capital: Bridgetown | Estado-membro da ONU amplamente reconhecido. Reino da Comunidade das Nações (Commonwealth). |
| | |
| Barém Capital: Manama - Estado do Barém (até 14 fev 2002) - Reino do Barém (a partir de 14 fev 2002) | Estado-membro da ONU amplamente reconhecido. |
| | |
| Bélgica – Reino da Bélgica Capital: Bruxelas | Estado-membro da ONU amplamente reconhecido. Membro da União Europeia. A Bélgica era uma federação de três comunidades e três regiões. |
| | |
| Belize Capital: Belmopan | Estado-membro da ONU amplamente reconhecido. Reino da Comunidade das Nações (Commonwealth). |
| | |
| Benim – República do Benim Capital: Porto-Novo (oficial), Cotonu (sede do governo) | Estado-membro da ONU amplamente reconhecido. |
| | |
| Bielorrússia – República da Bielorrússia Capital: Minsque | Estado-membro da ONU amplamente reconhecido. |
| | |
| Birmânia → Mianmar | |
| | |
| Bolívia Capital: Sucre (oficial), La Paz (administrativa) - República da Bolívia (até 7 fev 2009) - Estado Plurinacional da Bolívia (a partir de 7 fev 2009) | Estado-membro da ONU amplamente reconhecido. |
| | |
| Bósnia e Herzegovina Capital: Saraievo | Estado-membro da ONU amplamente reconhecido. A Bósnia e Herzegovina era uma federação constituída por duas entidades: a Federação da Bósnia e Herzegovina e a República Sérvia (Republika Srpska). |
| | |
| Botsuana – República do Botsuana Capital: Gaborone | Estado-membro da ONU amplamente reconhecido. |
| | |
| Brasil – República Federativa do Brasil Capital: Brasília | Estado-membro da ONU amplamente reconhecido. O Brasil era uma federação de 26 estados e um distrito federal. |
| | |
| Brunei – Estado do Brunei, Moradia da Paz Capital: Bandar Seri Begauã | Estado-membro da ONU amplamente reconhecido. O Brunei reivindicava parte das Ilhas Spratly (disputadas pela República Popular da China, pela República da China, pelo Vietname, pelas Filipinas e pela Malásia). |
| | |
| Bulgária – República da Bulgária Capital: Sófia | Estado-membro da ONU amplamente reconhecido. Membro da União Europeia (a partir de 1 jan 2007). |
| | |
| Burquina Fasso Capital: Uagadugu | Estado-membro da ONU amplamente reconhecido. |
| | |
| Burúndi – República do Burúndi Capital: Bujumbura | Estado-membro da ONU amplamente reconhecido. |
| | |
| Butão – Reino do Butão Capital: Timbu | Estado-membro da ONU amplamente reconhecido. O Butão era oficialmente guiado pela Índia nas suas relações externas, mas efetivamente possuía uma política de relações exteriores independente. O Tratado de Amizade Indo-Butanês foi revisto a 8 fev 2007, confirmando a total independência no Butão nesta área. |
| | |
| C | |
| | |
| Cabo Verde – República de Cabo Verde Capital: Cabo Verde | Estado-membro da ONU amplamente reconhecido. |
| | |
| Camarões – República dos Camarões Capital: Iaundé | Estado-membro da ONU amplamente reconhecido. |
| | |
| Camboja – Reino do Camboja Capital: Pnom Pen | Estado-membro da ONU amplamente reconhecido. |
| | |
| Canadá Capital: Otava | Estado-membro da ONU amplamente reconhecido. Reino da Comunidade das Nações (Commonwealth). O Canadá era uma federação de dez províncias e três territórios. |
| | |
| Carabaque Montanhoso → Alto Carabaque | |
| | |
| Catar – Estado do Catar Capital: Doa | Estado-membro da ONU amplamente reconhecido. |
| | |
| Cazaquistão – República do Cazaquistão Capital: Astana | Estado-membro da ONU amplamente reconhecido. |
| | |
| Centro-Africana, República Capital: Bangui | Estado-membro da ONU amplamente reconhecido. |
| | |
| Chade – República do Chade Capital: Jamena | Estado-membro da ONU amplamente reconhecido. |
| | |
| Checa, República Capital: Praga | Estado-membro da ONU amplamente reconhecido. Membro da União Europeia (a partir de 1 mai 2004). |
| | |
| Chechénia – República Chechena da Ichkeria (até 6 fev 2000) Capital: Dƶovxar-Ġala | Estado de facto independente parcialmente reconhecido. Reivindicada pela Rússia como a República da Chechénia. |
| | |
| Chile – República do Chile Capital: Santiago | Estado-membro da ONU amplamente reconhecido. O Chile tinha dois território especiais a partir de 30 jul 2007, a Ilha de Páscoa e as Ilhas Juan Fernández. |
| | |
| China, República da Capital: Taipé (sede do governo), Nanquim (reivindicada) | Estado de facto independente parcialmente reconhecido. A República da China reivindicava ser o único governo legítimo da China, administrando apenas Taiuã, Kinmen, as Ilhas Matsu, as Ilhas Pratas e Taiping. A República da China tinha reivindicações sobre a Mongólia; a república russa de Tuva; as denominadas "sessenta e quatro aldeias a leste do rio" (administradas pela Rússia); a maioria de Gorno-Badakhshan (administrado pelo Tajiquistão); a ponta oriental do Corredor de Wakhan (administrado pelo Afeganistão); uma pequena porção do Baltistão (administrado pelo Paquistão e parte da região disputada da Caxemira); Aksai Chin (administrado pela República Popular da China e parte da região disputada da Caxemira); parte oriental do Butão; parte do estado indiano do Arunachal Pradesh; e o estado de Kachin (administrado pelo Mianmar). |
| | |
| China, República Popular da Capital: Pequim | Estado-membro da ONU amplamente reconhecido. A República Popular da China tinha cinco regiões autónomas: Guangxi, Mongólia Interior, Ningxia, Xinjiang e Tibete. Adicionalmente, tinha soberania sobre duas regiões administrativas especiais: - Honguecongue - Macau A República Popular da China reivindicava Taiuã, Kinmen, as Ilhas Matsu, as Ilhas Pratas e Taiping, governados pela República da China. Também reivindicava as Ilhas Paracel (disputadas pela República da China e pelo Vietname), as Ilhas Spratly (disputadas pela República da China, pelo Vietname, pelas Filipinas, pela Malásia e pelo Brunei), e parte do estado indiano do Arunachal Pradesh. A República Popular da China administrava o Aksai Chin e o Vale de Shaksgam, localizados na região disputada da Caxemira. |
| | |
| Chipre – República de Chipre Capital: Nicósia | Estado-membro da ONU amplamente reconhecido. Membro da União Europeia (a partir de 1 mai 2004). A parte nordeste da ilha constituía-se como o estado de facto independente do Chipre do Norte, reconhecido apenas pela Turquia. |
| | |
| Chipre do Norte – República Turca de Chipre do Norte Capital: Nicósia | Estado de facto independente parcialmente reconhecido. Reivindicado pela República de Chipre. |
| | |
| Cingapura → Singapura | |
| | |
| Colômbia – República da Colômbia Capital: Bogotá | Estado-membro da ONU amplamente reconhecido. A Colômbia administrava o Banco de Serranilla e reivindicava o Banco de Bajo Nuevo (disputados pela Nicarágua e pelos Estados Unidos) |
| | |
| Comores Capital: Moroni - República Islâmica Federal das Comores (até 23 dez 2001) - União das Comores (a partir de 23 dez 2001) | Estado-membro da ONU amplamente reconhecido. As Comores eram uma federação de três ilhas (ilhas autónomas desde 23 dez 2001: Grande Comore, Mohéli e Anjouan). Anjouan e Mohéli foram estados de facto independentes até 10 mar 2002. As Comores também reivindicavam a soberania sobre os territórios ultramarinos franceses de Maiote e das Ilhas Gloriosas. As Comores reivindicavam também o Banco do Geyser (disputado por Madagáscar e pela França). |
| | |
| Congo, República Democrática do Capital: Quinxasa | Estado-membro da ONU amplamente reconhecido. |
| | |
| Congo, República do Capital: Brazzaville | Estado-membro da ONU amplamente reconhecido. |
| | |
| Coreia do Norte – República Popular Democrática da Coreia Capital: Pionguiangue | Estado-membro da ONU amplamente reconhecido. Reivindicava ser o único governo legítimo da Coreia. |
| | |
| Coreia do Sul – República da Coreia Capital: Seul | Estado-membro da ONU amplamente reconhecido. Reivindicava ser o único governo legítimo da Coreia. |
| | |
| Cossovo – República do Cossovo (a partir de 17 fev 2008) Capital: Pristina | Estado de facto independente parcialmente reconhecido. Território reivindicado pela Sérvia como a Província Autônoma de Cossovo e Metóquia sob administração das Nações Unidas. |
| | |
| Costa do Marfim – República da Costa do Marfim Capital: Iamussucro (oficial), Abijão (sede do governo) | Estado-membro da ONU amplamente reconhecido. |
| | |
| Costa Rica – Repúblic da Costa Rica Capital: São José | Estado-membro da ONU amplamente reconhecido. |
| | |
| Croácia – República da Croácia Capital: Zagrebe | Estado-membro da ONU amplamente reconhecido. |
| | |
| Cuaite – Estado do Cuaite Capital: Cuaite | Estado-membro da ONU amplamente reconhecido. |
| | |
| Cuba – República de Cuba Capital: Havana | Estado-membro da ONU amplamente reconhecido. A área da Baía de Guantánamo estava sob o controlo permanente dos Estados Unidos. |
| | |
| D | |
| | |
| Dinamarca – Reino da Dinamarca Capital: Copenhaga | Estado-membro da ONU amplamente reconhecido. Membro da União Europeia. A Dinamarca tinha soberania sobre duas nações constituintes autónomas: - Gronelândia - Ilhas Féroe |
| | |
| Djibuti → Jibuti | |
| | |
| Dominica – Comunidade da Dominica Capital: Roseau | Estado-membro da ONU amplamente reconhecido. |
| | |
| Dominicana, República Capital: São Domingos | Estado-membro da ONU amplamente reconhecido. |
| | |
| E | |
| | |
| Egito – República Árabe do Egito Capital: Cairo | Estado-membro da ONU amplamente reconhecido. |
| | |
| El Salvador → Salvador | |
| | |
| Emirados Árabes Unidos Capital: Abu Dabi | Estado-membro da ONU amplamente reconhecido. Os Emirados Árabes Unidos eram uma federação de sete emirados. |
| | |
| Equador – República do Equador Capital: Quito | Estado-membro da ONU amplamente reconhecido. |
| | |
| Eritreia – Estado da Eritreia Capital: Asmara | Estado-membro da ONU amplamente reconhecido. |
| | |
| Eslováquia – República Eslovaca Capital: Bratislava | Estado-membro da ONU amplamente reconhecido. Membro da União Europeia (a partir de 1 mai 2004). |
| | |
| Eslovénia – República da Eslovénia Capital: Liubliana | Estado-membro da ONU amplamente reconhecido. Membro da União Europeia (a partir de 1 mai 2004). |
| | |
| Espanha – Reino de Espanha Capital: Madrid | Estado-membro da ONU amplamente reconhecido. Membro da União Europeia. Espanha estava dividida em dezassete comunidades autónomas e duas cidades autónomas. A sua soberanis sobre Ceuta, Ilha de Alborão, Ilha de Perejil, Ilhas Chafarinas, Melilha, Penedo de Alhucemas e Penedo de Vélez de la Gomera era disputada por Marrocos. A sua soberania sobre Olivença e Táliga era disputada por Portugal. Reivindicava o território ultramarino britânico de Gibraltar. |
| | |
| Estados Unidos – Estados Unidos da América Capital: Washington, D.C. | Estado-membro da ONU amplamente reconhecido. Os Estados Unidos eram uma federação de 50 estados, um distrito federal e território incorporado. Os Estados Unidos afirmavam soberania sobre as seguintes áreas insulares habitadas: - Samoa Americana (incluindo a Ilha Swains, disputada por Toquelau) - Guame - Ilhas Marianas Setentrionais - Porto Rico - Ilhas Virgens dos Estados Unidos Afirmavam também soberania sobre oito territórios não incorporados: - Ilha Baker - Ilha Howland - Ilha Jarvis - Atol Johnston - Recife Kingman - Atol Midway - Ilha Navassa (reivindicada pelo Haiti) - Ilha Wake (reivindicada pelas Ilhas Marshall) Os Estados Unidos reivindicavam o Banco de Bajo Nuevo e o Banco de Serranilla. A sua reivindicação sobre o Banco de Serranilla era disputada pela Colômbia e pela Nicarágua e a sua reivindicação sobre o Banco de Bajo Nuevo era disputada pela Colômbia, Jamaica e Nicarágua. Algumas fontes governamentais tomam estes territórios como territórios não incorporados dos Estados Unidos. |
| | |
| Estónia – República da Estónia Capital: Talim | Estado-membro da ONU amplamente reconhecido. Membro da União Europeia (a partir de 1 mai 2004). |
| | |
| Etiópia – República Democrática Federal da Etiópia Capital: Adis-Abeba | Estado-membro da ONU amplamente reconhecido. A Etiópia era uma federação de nove regiões e três cidades privilegiadas. |
| | |
| F | |
| | |
| Fiji – República das Ilhas Fiji Capital: Suva | Estado-membro da ONU amplamente reconhecido. As Fiji tinham uma dependência autónoma, Rotuma. |
| | |
| Filipinas – República das Filipinas Capital: Manila | Estado-membro da ONU amplamente reconhecido. As Filipinas tinha uma região autónoma: Mindanau Muçulmano. As Filipinas administravam a Barra de Scarborough e o Banco de Macclesfield, ambos disputados pela República Popular da China e pela República da China. Também reivindicavam soberania sobre as Ilhas Spratly (disputadas pela República Popular da China, pela República da China, pelo Vietname, pelo Brunei e pela Malásia) e sobre o território malaio de Sabá. |
| | |
| Finlândia – República da Finlândia Capital: Helsínquia | Estado-membro da ONU amplamente reconhecido. Membro da União Europeia. A Finlândia tinha uma região neutral e desmilitarizada: - Ilhas Alanda |
| | |
| Formosa → China, República da | |
| | |
| França – República Francesa Capital: Paris | Estado-membro da ONU amplamente reconhecido. Membro da União Europeia. A França incluía quatro departamentos ultramarinos: Guiana Francesa, Guadalupe, Martinica e Reunião. Também tinha soberania sobre os seguintes territórios ultramarinos: - Ilha Clipperton (a partir de 22 fev 2007) - Polinésia Francesa, com uma dependência - Ilha Clipperton (até 22 fev 2007) - Terras Austrais e Antárticas Francesas (incluindo a reivindicação sobre a Terra Adélia, suspensa pelo Tratado da Antártida.) - Maiote - Nova Caledónia - São Bartolomeu (a partir de 21 fev 2007) - São Martinho (a partir de 21 fev 2007) - São Pedro e Miquelão - Ilhas Dispersas do Oceano Índico, consistindo em cinco possessões desabitadas, todas elas incorporadas nas Terras Austrais e Antárticas Francesas a partir de 21 fev 2007: - Bassas da Índia (disputadas por Madagáscar) - Ilha Europa (disputada por Madagáscar) - Ilhas Gloriosas (disputadas por Madagáscar, pelas Comores e pelas Seicheles) - Ilha de João da Nova (disputada por Madagáscar) - Ilha Tromelin (disputada pela Maurícia e pelas Seicheles) - Wallis e Futuna A França também reivindicava o Banco do Geyser (disputado por Madagáscar e pelas Comores).                                |
| | |
| G | |
| | |
| Gabão – República Gabonesa Capital: Libreville | Estado-membro da ONU amplamente reconhecido. |
| | |
| Gâmbia – República da Gâmbia Capital: Banjul | Estado-membro da ONU amplamente reconhecido. |
| | |
| Gana – República do Gana Capital: Acra | Estado-membro da ONU amplamente reconhecido. |
| | |
| Geórgia Capital: Tiblíssi | Estado-membro da ONU amplamente reconhecido. A Geórgia tinha duas repúblicas autónomas: Ajária e Abecásia. A última era um estado de facto independente. A Geórgia incluía também a região disputada da Ossétia do Sul, onde uma república separatista parcialmente reconhecida declarara independência. |
| | |
| Grã-Bretanha → Reino Unido | |
| | |
| Granada Capital: São Jorge | Estado-membro da ONU amplamente reconhecido. Reino da Comunidade das Nações (Commonwealth). Granada tinha uma dependência autónoma, Carriacou e Pequena Martinica. |
| | |
| Grécia – República Helénia Capital: Atenas | Estado-membro da ONU amplamente reconhecido. Membro da União Europeia. A Grécia tinha soberania sobre o Monte Athos, um estado monástico autónomo conjuntamente governado com uma "Comunidade Sagrada" multi-nacional no monte e um Governador Civil designado pelo Ministro dos Negócios Estrangeiros da Grécia, e sob a jurisdição espiritual direta do Patriarcado Ecuménico. |
| | |
| Guatemala – República da Guatemala Capital: Cidade da Guatemala | Estado-membro da ONU amplamente reconhecido. |
| | |
| Guiana – República Cooperativa da Guiana Capital: Georgetown | Estado-membro da ONU amplamente reconhecido. |
| | |
| Guiné – República da Guiné Capital: Conacri | Estado-membro da ONU amplamente reconhecido. |
| | |
| Guiné-Bissau – República da Guiné-Bissau Capital: Bissau | Estado-membro da ONU amplamente reconhecido. |
| | |
| Guiné Equatorial – República da Guiné Equatorial Capital: Malabo | Estado-membro da ONU amplamente reconhecido. |
| | |
| H | |
| | |
| Haiti – República do Haiti Capital: Porto Príncipe | Estado-membro da ONU amplamente reconhecido. O Haiti reivindicava a possessão dos Estados Unidos desabitada da Ilha Navassa. |
| | |
| Holanda → Países Baixos | |
| | |
| Honduras – República das Honduras Capital: Tegucigalpa | Estado-membro da ONU amplamente reconhecido. |
| | |
| Hungria – República da Hungria Capital: Budapeste | Estado-membro da ONU amplamente reconhecido. Membro da União Europeia (a partir de 1 mai 2004). |
| | |
| I | |
| | |
| Iémen – República do Iémen Capital: Saná | Estado-membro da ONU amplamente reconhecido. |
| | |
| Índia – República da Índia Capital: Nova Deli | Estado-membro da ONU amplamente reconhecido. A Índia era uma federação de vinte-e-oito estados e sete territórios da união. A soberania sobre Arunachal Pradexe era disputada pela República Popular da China. A Índia administrava parte da região disputada da Caxemira como o estado de Jammu e Caxemira. |
| | |
| Indonésia – República da Indonésia Capital: Jacarta | Estado-membro da ONU amplamente reconhecido. A Indonésia tinha cinco províncias especiais: Achém, Jacarta, Papua (a partir de 21 nov 2001), Papua Ocidental (a partir de 14 nov 2003) e Joguejacarta. |
| | |
| Inglaterra → Reino Unido | |
| | |
| Irão – República Islâmica do Irão Capital: Teerão | Estado-membro da ONU amplamente reconhecido. |
| | |
| Iraque – República do Iraque Capital: Bagdade | Estado-membro da ONU amplamente reconhecido. O Iraque esteve ocupado pelos Estados Unidos, pelo Reino Unido e por outros membros da força multi-nacional no Iraque de 21 abr 2003 a 28 jun 2004. A partir de 15 out 2005, o Iraque foi constitucionalmente designado como uma federação de regiões autónomas, mas apenas uma (Curdistão iraquiano) havia sido estabelecida. |
| | |
| Irlanda Capital: Dublim | Estado-membro da ONU amplamente reconhecido. Membro da União Europeia. |
| | |
| Islândia – República da Islândia Capital: Reiquiavique | Estado-membro da ONU amplamente reconhecido. |
| | |
| Israel – Estado de Israel Capital: Jerusalém | Estado-membro da ONU amplamente reconhecido. Israel ocupava Jerusalém Oriental, a Faixa de Gaza, os Montes Golã, a Zona de Segurança Israelita no Sul do Líbano (até 22 mai 2000) e a Cisjordânia. Estas áreas não eram amplamente reconhecidas como sendo parte de Israel. |
| | |
| Itália – República Italiana Capital: Roma | Estado-membro da ONU amplamente reconhecido. Membro da União Europeia. |
| | |
| Iugoslávia → Jugoslávia | |
| | |
| J | |
| | |
| Jamaica Capital: Kingston | Estado-membro da ONU amplamente reconhecido. Reino da Comunidade das Nações (Commonwealth). |
| | |
| Japão Capital: Tóquio | Estado-membro da ONU amplamente reconhecido. |
| | |
| Jibuti – República do Jibuti Capital: Jibuti | Estado-membro da ONU amplamente reconhecido. |
| | |
| Jordânia – Reino Hachemita da Jordânia Capital: Amã | Estado-membro da ONU amplamente reconhecido. |
| | |
| Jugoslávia / Sérvia e Montenegro Capital: Belgrado - República Federal da Jugoslávia (até 4 fev 2003) - União Estatal da Sérvia e Montenegro (de 4 fev 2003 a 5 jun 2006) | Estado independente amplamente reconhecido. Estado-membro da ONU (a partir de 1 nov 2000). A Jugoslávia era uma federação de duas repúblicas (Montenegro e Sérvia) e duas províncias autónomas dentro da Sérvia (Voivodina e Cossovo e Metóquia). A última estava sob a administração da Missão de Administração Interina das Nações Unidas no Cossovo. |
| | |
| K | |
| | |
| Karabakh Montanhoso → Alto Carabaque | |
| | |
| Katar → Catar | |
| | |
| Kiribáti → Quiribáti | |
| | |
| Kossovo → Cossovo | |
| | |
| Kuaite → Cuaite | |
| | |
| L | |
| | |
| Laos – República Democrática Popular Lau Capital: Vienciana | Estado-membro da ONU amplamente reconhecido. |
| | |
| Lesoto – Reino do Lesoto Capital: Maseru | Estado-membro da ONU amplamente reconhecido. |
| | |
| Letónia – República da Letónia Capital: Riga | Estado-membro da ONU amplamente reconhecido. Membro da União Europeia (a partir de 1 mai 2004). |
| | |
| Líbano – República Libanesa Capital: Beirute | Estado-membro da ONU amplamente reconhecido. O Líbano esteve ocupado pela Síria (até 25 abr 2005). Partes do Líbano do Sul esteve ocupado por Israel (até 22 mai 2000). |
| | |
| Libéria – República da Libéria Capital: Monróvia | Estado-membro da ONU amplamente reconhecido. |
| | |
| Líbia – Grande Jamahiriya Árabe Líbia Popular Socialista Capital: Trípoli | Estado-membro da ONU amplamente reconhecido. |
| | |
| Listenstaine – Principado do Listenstaine Capital: Vaduz | Estado-membro da ONU amplamente reconhecido. A defesa do Listenstaine era da responsabilidade da Suíça. |
| | |
| Lituânia – República da Lituânia Capital: Vilna | Estado-membro da ONU amplamente reconhecido. Membro da União Europeia (a partir de 1 mai 2004). |
| | |
| Luxemburgo – Grão-Ducado do Luxemburgo Capital: Luxemburgo | Estado-membro da ONU amplamente reconhecido. Membro da União Europeia. |
| | |
| M | |
| | |
| Macedónia – República da Macedónia Capital: Escópia | Estado-membro da ONU amplamente reconhecido. |
| | |
| Madagáscar – República de Madagáscar Capital: Antananarivo | Estado-membro da ONU amplamente reconhecido. Madagáscar reivindicava as possessões francesas das Bassas da Índia, Ilha Europa, Ilhas Gloriosas e Ilha de João da Nova. Também reivindicava o Banco do Geyser (disputado pelas Comores e pela França). |
| | |
| Malásia Capital: Cualalampur (oficial), Putrajaia (administrativa) | Estado-membro da ONU amplamente reconhecido. A Malásia era uma federação de treze estados e três territórios federais. A Malásia reivindicava parte das Ilhas Spratly (disputadas pela República Popular da China, pela República da China, pelo Vietname, pelas Filipinas e pelo Brunei). |
| | |
| Maláui – República do Maláui Capital: Lilongué | Estado-membro da ONU amplamente reconhecido. |
| | |
| Maldivas – República das Maldivas Capital: Malé | Estado-membro da ONU amplamente reconhecido. |
| | |
| Mali – República do Mali Capital: Bamaco | Estado-membro da ONU amplamente reconhecido. |
| | |
| Malta – República de Malta Capital: Valeta | Estado-membro da ONU amplamente reconhecido. Membro da União Europeia (a partir de 1 mai 2004). |
| | |
| Marshall, Ilhas – República das Ilhas Marshall Capital: Majuro | Estado-membro da ONU amplamente reconhecido sob um Tratado de Livre Associação com os Estados Unidos. As Ilhas Marshall reivindicavam o território estadunidense da Ilha Wake. |
| | |
| Marrocos – Reino de Marrocos Capital: Rabate | Estado-membro da ONU amplamente reconhecido. Marrocos reivindicava soberania sobre e controlada a maior parte da região disputada do Saara Ocidental, o qual continha o país de facto independente da República Democrática Árabe Saariana. Marrocos disputava a soberania espanhola sobre Ceuta, Ilha de Alborão, Ilha de Perejil, Ilhas Chafarinas, Melilha, Penedo de Alhucemas e Penedo de Vélez de la Gomera. |
| | |
| Maurícia – República da Maurícia Capital: Porto Luís | Estado-membro da ONU amplamente reconhecido. A Maurícia tinha três dependências autónomas: Ilhas Agalega, Cargados Carajos e Rodrigues (a partir de 12 out 2002). Reivindicava o Território Britânico do Oceano Índico e o território francês da Ilha Tromelin. |
| | |
| Mauritânia – República Islâmica da Mauritânia Capital: Nuaquechote | Estado-membro da ONU amplamente reconhecido. |
| | |
| México – Estados Unidos Mexicanos Capital: Cidade do México | Estado-membro da ONU amplamente reconhecido. O México era uma federação de 31 estados e um distrito federal. |
| | |
| Mianmar – União de Mianmar Capital: Rangum (até 6 nov 2005), Nepiedó (a partir de 6 nov 2005) | Estado-membro da ONU amplamente reconhecido. |
| | |
| Micronésia, Estados Federados da Capital: Palikir | Estado-membro da ONU amplamente reconhecido sob um Tratado de Livre Associação com os Estados Unidos. A Micronésia era uma federação de quatro estados. |
| | |
| Moçambique – República de Moçambique Capital: Maputo | Estado-membro da ONU amplamente reconhecido. |
| | |
| Mohéli – República Democrática de Mohéli (até 10 mar 2002) Capital: Fomboni | Estado de facto independente. Não reconhecido por qualquer outro estado. Reivindicado pelas Comores. |
| | |
| Moldávia – República da Moldávia Capital: Quixinau | Estado-membro da ONU amplamente reconhecido. A Moldávia tinha unidades territoriais autónomas: Gagaúzia e Transdniéstria. A última constituía um estado de facto independente. |
| | |
| Mónaco – Principado de Mónaco Capital: Mónaco | Estado-membro da ONU amplamente reconhecido. A defesa do Mónaco era da responsabilidade de França. |
| | |
| Mongólia Capital: Ulã-Bator | Estado-membro da ONU amplamente reconhecido. |
| | |
| Montenegro Capital: Podgóritza - República do Montenegro (de 3 jun 2006 a 22 out 2007) - Montenegro (a partir de 22 out 2007) | Estado independente amplamente reconhecido. Membro da ONU (a partir de 28 jun 2006). |
| | |
| N | |
| | |
| Nagorno-Carabaque → Alto Carabaque | |
| | |
| Namíbia – República da Namíbia Capital: Vinduque | Estado-membro da ONU amplamente reconhecido. |
| | |
| Nauru – República de Nauru Capital: Yaren (oficiosa) | Estado-membro da ONU amplamente reconhecido. A defesa de Nauru era da responsabilidade da Austrália. |
| | |
| Nepal Capital: Catmandu - Reino do Nepal (até 15 jan 2007) - Estado do Nepal (de 15 jan 2007 até 28 mai 2008) - República Democrática Federal do Nepal (a partir de 28 mai 2008) | Estado-membro da ONU amplamente reconhecido. O Nepal era designado como uma federação a partir de 28 mai 2008, mas as suas unidades federais ainda não haviam sido criadas. |
| | |
| Nicarágua – República da Nicarágua Capital: Manágua | Estado-membro da ONU amplamente reconhecido. |
| | |
| Níger – República do Níger Capital: Niamei | Estado-membro da ONU amplamente reconhecido. |
| | |
| Nigéria – República Federal da Nigéria Capital: Abuja | Estado-membro da ONU amplamente reconhecido. A Nigéria era uma federação de 36 estados e um território federal. |
| | |
| Noruega – Reino da Noruega Capital: Oslo | Estado-membro da ONU amplamente reconhecido. A Noruega tinha duas áreas ultramarinas totalmente integradas no seu território: Jan Mayen e Esvalbarda. A última tinha um estatuto especial devido ao Tratado da Esvalbarda. A Noruega tinha soberania sobre as seguintes dependências: - Ilha Bouvet - Ilha de Pedro I (suspenso pelo Tratado da Antártida) - Terra da Rainha Maud (suspenso pelo Tratado da Antártida) |
| | |
| Nova Zelândia Capital: Wellington | Estado-membro da ONU amplamente reconhecido. Reino da Comunidade das Nações (Commonwealth). A Nova Zelândia era responsável por dois estados livres associados: - Ilhas Cook - Niue Tinha também soberania sobre dois territórios dependentes: - Dependência de Ross (suspenso pelo Tratado da Antártida) - Toquelau |
| | |
| O | |
| | |
| Omã – Sultanato do Omã Capital: Mascate | Estado-membro da ONU amplamente reconhecido. |
| | |
| Ossétia do Sul – República da Ossétia do Sul Capital: Tskhinvali | Estado de facto independente parcialmente reconhecido. Reivindicado pela Geórgia como a Entidade Administrativa Provisória da Ossétia do Sul a partir de abr 2007). |
| | |
| P | |
| | |
| Países Baixos – Reino dos Países Baixos Capital: Amesterdão (oficial), Haia (sede do governo) | Estado-membro da ONU amplamente reconhecido. O Reino dos Países Baixos consistia em três nações autónomas: - Aruba - Países Baixos - Antilhas Neerlandesas O Reino dos Países Baixos como um todo era membro da União Europeia, mas Aruba e as Antilhas Neerlandesas não. |
| | |
| Palau – República do Palau Capital: Koror (até 7 out 2006), Ngerulmud (a partir de 7 out 2006) | Estado-membro da ONU amplamente reconhecido sob um Tratado de Livre Associação com os Estados Unidos. |
| | |
| Palestina Capital: Ramallah (administrativa), Gaza (administrativa), Jerusalém (reivindicada) | Região disputada consistindo em três territórios ocupados: a Cisjordânia, a Faixa de Gaza e Jerusalém Oriental. O Estado da Palestina, que reclamava independência para todos os territórios palestinos, era reconhecido por um grande número de países. Nas relações externas, a Palestina era representada pela Organização para a Libertação da Palestina, que por sua vez era um observador permanente da ONU. A Autoridade Nacional Palestina era um órgão administrativo provisório que exercia um controlo limitado sobre partes da Cisjordânia e da Faixa de Gaza. De 12 set 2005 a 15 jun 2007, a ANP controlava toda a Faixa de Gaza. A partir de 15 jun 2007, Gaza passou a estar sob o controlo do Hamas. |
| | |
| Panamá – República do Panamá Capital: Cidade do Panamá | Estado-membro da ONU amplamente reconhecido. |
| | |
| Papua Nova Guiné – Estado Independente da Papua Nova Guiné Capital: Porto Moresby | Estado-membro da ONU amplamente reconhecido. Reino da Comunidade das Nações (Commonwealth). A partir de 15 jun 2005, a Papua Nova Guiné teve uma região autónoma: Bougainville. |
| | |
| Paquistão – República Islâmica do Paquistão Capital: Islamabade | Estado-membro da ONU amplamente reconhecido. O Paquistão era uma federação de quatro províncias e quatro territórios. Administrava parte da região disputada de Caxemira como os territórios da Caxemira Livre e Áreas do Norte. O último território era autónomo sob o nome de Gilgit-Baltistão a partir de 29 ago 2009. |
| | |
| Paraguai – República do Paraguai Capital: Assunção | Estado-membro da ONU amplamente reconhecido. |
| | |
| Peru – República do Peru Capital: Lima | Estado-membro da ONU amplamente reconhecido. |
| | |
| Polónia – República da Polónia Capital: Varsóvia | Estado-membro da ONU amplamente reconhecido. Membro da União Europeia (a partir de 1 mai 2004). |
| | |
| Portugal – República Portuguesa Capital: Lisboa | Estado-membro da ONU amplamente reconhecido. Membro da União Europeia. Portugal tinha duas regiões autónomas: os Açores e a Madeira. Portugal reivindicava os municípios espanhóis de Olivença e Táliga. |
| | |
| Puntlândia – Estado da Puntlândia da Somália (até 1 jul 2001) Capital: Garowe | Estado de facto independente. Não reconhecido por qualquer outro estado. Reivindicado pela Somália. |
| | |
| Q | |
| | |
| Qatar → Catar | |
| | |
| Quaite → Cuaite | |
| | |
| Quénia – República do Quénia Capital: Nairóbi | Estado-membro da ONU amplamente reconhecido. |
| | |
| Quirguistão – República Quirguiz Capital: Bisqueque | Estado-membro da ONU amplamente reconhecido. |
| | |
| Quiribáti – República do Quiribáti Capital: Tarawa do Sul | Estado-membro da ONU amplamente reconhecido. |
| | |
| R | |
| | |
| Reino Unido – Reino Unido da Grã-Bretanha e Irlanda do Norte Capital: Londres | Estado-membro da ONU amplamente reconhecido. Membro da União Europeia. O Reino Unido era composto por quatro nações: Inglaterra, Irlanda do Norte, Escócia e País de Gales. Tinha soberania sobre os seguintes territórios dependentes ("territórios ultramarinos" a partir de 26 fev 2002): - Anguila - Bermudas - Território Antártico Britânico (suspenso pelo Tratado da Antártida) - Território Britânico do Oceano Índico (disputado pela Maurícia e pelas Seicheles) - Ilhas Virgens Britânicas - Ilhas Caimão - Ilhas Malvinas (Falkland) (disputadas pela Argentina) - Gibraltar - Monserrate - Ilhas Pitcairn - Santa Helena (até 1 set 2009), com duas dependências - Ascensão - Tristão da Cunha - Santa Helena, Ascensão e Tristão da Cunha (a partir de 1 set 2009) - Ilhas Geórgia do Sul e Sanduíche do Sul (disputadas pela Argentina) - Áreas das Bases Soberanas de Acrotíri e Decelia - Ilhas Turcas e Caicos Adicionalmente, o monarca britânico tinha soberania direta sobre três dependências da Coroa autónomas: - Guérnesei, com duas dependências: - Alderney - Sark - Ilha de Man - Jérsia |
| | |
| Roménia Capital: Bucareste | Estado-membro da ONU amplamente reconhecido. Membro da União Europeia (a partir de 1 jan 2007). |
| | |
| Rússia – Federação Russa Capital: Moscovo | Estado-membro da ONU amplamente reconhecido. A Rússia era uma federação de 21 repúblicas, 49 províncias, 9 territórios, 2 cidades federais, 1 província autónoma e 10 distritos autónomos. |
| | |
| Ruanda Capital: Quigali - República Ruandesa (até 26 mai 2003) - República do Ruanda (from 26 May 2003) | Estado-membro da ONU amplamente reconhecido. |
| | |
| S | |
| | |
| Saariana, República Democrática Árabe Capital: Bir Lehlou (oficial), Rabouni (sede do governo no exílio), El Aiune (reivindicada) | Estado de facto independente parcialmente reconhecido. A República Democrática Árabe Saariana reivindicava o território disputado do Saara Ocidental, cuja maioria estava sob o controlo de Marrocos. Os territórios sob o seu controlo, a chamada Zona Livre, eram reivindicados por Marrocos. O seu governo localizava-se no exílio em Tindouf, na Argélia. |
| | |
| Salomão, Ilhas Capital: Honiara | Estado-membro da ONU amplamente reconhecido. Reino da Comunidade das Nações (Commonwealth). |
| | |
| Salvador – República do Salvador Capital: São Salvador | Estado-membro da ONU amplamente reconhecido. |
| | |
| Samoa – Estado Independente da Samoa Capital: Apia | Estado-membro da ONU amplamente reconhecido. |
| | |
| Santa Lúcia Capital: Castries | Estado-membro da ONU amplamente reconhecido. Reino da Comunidade das Nações (Commonwealth). |
| | |
| Santa Sé → Vaticano, Cidade do | |
| | |
| São Cristóvão e Neves – Federação de São Cristóvão e Neves Capital: Basseterre | Estado-membro da ONU amplamente reconhecido. Reino da Comunidade das Nações (Commonwealth). São Cristóvão e Neves era uma federação de duas ilhas. |
| | |
| São Marinho – Sereníssima República de São Marinho Capital: São Marinho | Estado-membro da ONU amplamente reconhecido. |
| | |
| São Tomé e Príncipe – República Democrática de São Tomé e Príncipe Capital: São Tomé | Estado-membro da ONU amplamente reconhecido. São Tomé e Príncipe tinha uma província autónoma: Príncipe. |
| | |
| São Vicente e Granadinas Capital: Kingstown | Estado-membro da ONU amplamente reconhecido. Reino da Comunidade das Nações (Commonwealth). |
| | |
| Seicheles – República das Seicheles Capital: Vitória | Estado-membro da ONU amplamente reconhecido. As Seicheles reivindicavam o Território Britânico do Oceano Índico e os territórios franceses da Ilha Tromelin e das Ilhas Gloriosas. |
| | |
| Senegal – República do Senegal Capital: Dacar | Estado-membro da ONU amplamente reconhecido. |
| | |
| Seri Lanca – República Socialista Democrática do Seri Lanca Capital: Seri Jaiavardenapura-Cota | Estado-membro da ONU amplamente reconhecido. |
| | |
| Serra Leoa – República da Serra Leoa Capital: Freetown | Estado-membro da ONU amplamente reconhecido. |
| | |
| Sérvia – República da Sérvia (a partir de 5 jun 2006) Capital: Belgrado | Estado-membro da ONU amplamente reconhecido. A Sérvia tinha duas províncias autónomas: Voivodina e Cossovo e Metohija. A última província era governada pela Missão de Administração Interna das Nações Unidas no Cossovo. A partir de 17 fev 2008, a província constituía-se como uma república parcialmente reconhecida de facto independente. |
| | |
| Sérvia e Montenegro → Jugoslávia | |
| | |
| Singapura – República de Singapura Capital: Singapura | Estado-membro da ONU amplamente reconhecido. |
| | |
| Síria – República Árabe Síria Capital: Damasco | Estado-membro da ONU amplamente reconhecido. A Síria incluía os Montes Golã, que estavam ocupados por Israel. Disputava a soberania turca sobre a província de Hatay. |
| | |
| Somália Capital: Mogadíscio - Somália (até 16 jul 2000) - República Somaliana (a partir de 16 jul 2000) | Estado-membro da ONU amplamente reconhecido. A Somália não tinha um governo central reconhecido até abril de 2000, quando ao estabelecimento do Governo Transitório Nacional (a partir de novembro de 2004: Governo Transitório Federal). No decorrer da Guerra Civil Somaliana, vários governos regionais autónomos foram estabelecidos no território de jure da Somália. Mesmo não reclamando estes estados independência da Somália, eram de facto autónomos: - Seitas Sufistas na Somália (a partir de 2009) - Movimento do Jovem Guerreiro (a partir de 19 jan 2007) - Galmudug (a partir de 14 ago 2006) - Himan e Heeb (a partir de jun 2008) - Partido Islâmico (a partir de jan 2009) - União dos Tribunais Islâmicos (de 6 jun 2006 a 1 jan 2007) - Maakhir (de 1 jul 2007 a 11 jan 2009) - Estado das Terras no Norte (de 1 mai 2008 a jan 2009) - Puntlândia (a partir de 1 jul 2001) - Somália do Sudoeste (de 1 abr 2002 a 10 fev 2006) Existiam também áreas do país que em diferentes períodos de tempo não tiveram qualquer governo efectivo ou eram governados por clãs locais. Adicionalmente, existiam dois estados que haviam declarado e estabelecido de facto independência da Somália: Puntlândia (até 1 jul 2001) e Somalilândia. |
| | |
| Somalilândia – República da Somalilândia Capital: Hargeisa | Estado de facto independente. Não reconhecido por qualquer outro estado. Reivindicado pela Somália. |
| | |
| Suazilândia – Reino da Suazilândia Capital: Babane (administrativa), Lobamba (legislativa) | Estado-membro da ONU amplamente reconhecido. |
| | |
| Sudão – República do Sudão Capital: Cartum | Estado-membro da ONU amplamente reconhecido. O Sudão era uma federação de 26 estados, dez dos quais formavam a região autónoma do Sudão Meridional a partir de 9 jan 2005. |
| | |
| Suécia – Reino da Suécia Capital: Estocolmo | Estado-membro da ONU amplamente reconhecido. Membro da União Europeia. |
| | |
| Suíça – Confederação Suíça Capital: Berna | Estado independente amplamente reconhecido. Observador permanente da ONU (até 10 set 2002). Estado-membro da ONU (a partir de 10 set 2002). A Suíça era uma federação de 26 cantões. |
| | |
| Suriname – República do Suriname Capital: Paramaribo | Estado-membro da ONU amplamente reconhecido. |
| | |
| T | |
| | |
| Tailândia – Reino da Tailândia Capital: Banguecoque | Estado-membro da ONU amplamente reconhecido. |
| | |
| Taiuã → China, República da | |
| | |
| Tajiquistão – República do Tajiquistão Capital: Duxambé | Estado-membro da ONU amplamente reconhecido. O Tajiquistão tinha uma província autónoma: Gorno-Badaquistão. |
| | |
| Tanzânia – República Unida da Tanzânia Capital: Dodoma (oficial), Dar es Salaam (sede de governo) | Estado-membro da ONU amplamente reconhecido. A Tanzânia tinha uma região autónoma: Zanzibar. |
| | |
| Tcheca, República → Checa, República | |
| | |
| Tchetchênia → Chechénia | |
| | |
| Timor-Leste – República Democrática de Timor-Leste (a partir de 20 mai 2002) Capital: Díli | Estado independente amplamente reconhecido. Estado-membro da ONU (a partir de 28 jun 2006). |
| | |
| Togo – República Togolesa Capital: Lomé | Estado-membro da ONU amplamente reconhecido. |
| | |
| Tonga – Reino do Tonga Capital: Nukuʻalofa | Estado-membro da ONU amplamente reconhecido. |
| | |
| Transdniéstria – República Moldava Transdniestriana Capital: Tiraspol | Estado de facto independente parcialmente reconhecido. Reivindicada pela Moldávia. |
| | |
| Trindade e Tobago – República de Trindade e Tobago Capital: Porto-de-Espanha | Estado-membro da ONU amplamente reconhecido. Trindade e Tobago tinha uma ilha autónoma: Tobago. |
| | |
| Tunísia – República Tunisina Capital: Tunes | Estado-membro da ONU amplamente reconhecido. |
| | |
| Turcomenistão Capital: Asgabate | Estado-membro da ONU amplamente reconhecido. |
| | |
| Turquia – República da Turquia Capital: Ancara | Estado-membro da ONU amplamente reconhecido. |
| | |
| Tuvalu Capital: Funafuti | Estado independente amplamente reconhecido. Membro da ONU (a partir de 5 set 2000). Reino da Comunidade das Nações (Commonwealth). |
| | |
| U | |
| | |
| Ucrânia Capital: Quieve | Estado-membro da ONU amplamente reconhecido. A Ucrânia tinha uma república autónoma: Crimeia. |
| | |
| Uganda – República do Uganda Capital: Campala | Estado-membro da ONU amplamente reconhecido. |
| | |
| Uruguai – República Oriental do Uruguai Capital: Montevideu | Estado-membro da ONU amplamente reconhecido. |
| | |
| Usbequistão – República do Usbequistão Capital: Tasquente | Estado-membro da ONU amplamente reconhecido. O Usbequistão tinha uma república autónoma: Caracalpaquistão. |
| | |
| V | |
| | |
| Vanuatu – República do Vanuatu Capital: Porto Vila | Estado-membro da ONU amplamente reconhecido. |
| | |
| Vaticano, Cidade do – Estado da Cidade do Vaticano Capital: Cidade do Vaticano | Estado independente amplamente reconhecido. A Cidade do Vaticano era administrada pela Santa Sé, uma entidade soberana reconhecida por um grande número de países bem como um observador permanente da ONU. A santa Sé também administrava algumas propriedades extraterritoriais em Itália. O Papa era o chefe de estado ex officio da Cidade do Vaticano. |
| | |
| Venezuela Capital: Caracas - República Bolivariana da Venezuela (até 12 abr 2002) - República da Venezuela (de 12 abr 2002 a 13 abr 2002) - República Bolivariana da Venezuela (a partir de 13 abr 2002) | Estado-membro da ONU amplamente reconhecido. A Venezuela era uma federação de 23 estados, uma dependência federal e um distrito federal. |
| | |
| Vietname – República Socialista do Vietname Capital: Hanói | Estado-membro da ONU amplamente reconhecido. O Vietname reivindicava soberania sobre as Ilhas Paracel (disputadas pela República Popular da China e pela República da China) e as Ilhas Spratly (disputadas pela República Popular da China, pela República da China, pelo Brunei, pelas Filipinas e pela Malásia). |
| | |
| Y | |
| | |
| Yémen → Iémen | |
| | |
| Z | |
| | |
| Zâmbia – República da Zâmbia Capital: Lusaca | Estado-membro da ONU amplamente reconhecido. |
| | |
| Zimbábue – República do Zimbábue Capital: Harare | Estado-membro da ONU amplamente reconhecido. |
| | |

## Outras entidades
Excluídas desta lista estão as seguintes entidades, que ou não eram totalmente soberanas ou não reclamavam ser independentes:
- A Antártida como um todo não tinha governo ou população permanente. Sete estados reivindicavam porções da Antártida e cinco deles haviam reconhecido as respectivas reivindicações reciprocamente.[25] Estas reivindicações, as quais eram reguladas pelo Tratado da Antártida, não eram reconhecidas nem disputadas por qualquer outro signatário do Tratado.[26]
- A União Europeia era uma organização supranacional sui generis que continha 15 (mais tarde 27) estados-membros. Os estados-membros haviam transferido uma parte dos seus poderes executivo, legislativo e judicial para as instituições da UE e, como tal, a UE tinha alguns elementos de soberania, sem ser, no entanto, geralmente reconhecida como um estado soberano. A União Europeia não reivindicava ser um estado soberanos e tinha capacidades limitadas de relacionamento com outros estados.
- A Ordem Soberana Militar de Malta era um observador permanente da ONU. A ordem tinha relações diplomática bilaterais com um grande número de países, mas não tinha território sem serem áreas extraterritoriais em Roma.[27] A Constituição da ordem afirma: "A Ordem é um sujeito da lei internacional e exercita funções soberanas."[28] Apesar da ordem frequentemente afirmar a sua soberania, ela não reclama ser um estado soberano. Falta-lhe um território definido. Como todos os seus membros eram cidadãos de outros países (quase todos a viver nos seus países de origem), e aqueles que residiam nas propriedades extraterritoriais da Ordem em Roma fazem-no por razões meramente de trabalhos oficiais, a ordem não tem a característica essencial de ter uma população permanente.
- A Administração Transitória das Nações Unidas em Timor-Leste constituía-se como um território transitório não independente governado pelas Nações Unidas. Não era nem soberano nem estava sob a soberania de nenhum estado. Tornou-se no estado independente de Timor-Leste a 20 de maio de 2002.